# Infinitivo
En gramática, el infinitivo es una forma no personal (no conjugada) de un verbo que muestra características propias de un sustantivo y carece de algunos de los rasgos típicos de un verbo (como la expresión de categorías, por ejemplo: la persona, el modo, etc.).
Por convención lexicográfica, el infinitivo es en muchas lenguas (como en español) la forma usada para enunciar un verbo, y por tanto la que aparece como entrada o lema del diccionario. Ejemplos de infinitivo en español son:
- Querer es poder
- El comer y el rascar todo es empezar.
- Ver para creer

Sin embargo, no siempre el infinitivo presenta todas estas características en un idioma en particular. Hay idiomas sin un infinitivo estricto, como el griego moderno, que usan diversas estrategias para colocar un verbo en una oración sustantiva.

## Terminología
El nombre infinitivo procede del adjetivo latino īnfīnītīvus que significa ‘sin límite’, y era considerado a veces uno de los modos de la gramática latina (entendiendo «modo» no en el sentido actual de modo, sino como un término genérico para indicar una forma gramatical). Por tanto īnfīnītīvus era la forma abreviada de referirse al modus īnfīnītīvus. El nombre responde al hecho de que el infinitivo no está limitado (y por tanto es "sin límite") por diversas categorías gramaticales de los verbos en forma personal (en latín el infinitivo no expresa modo, persona ni número). El término latino īnfīnītīvus era una traducción del término gramatical griego ἀπαρέμφατος (scil. κλίσις) (= aparémfatos [scil. clisis] ‘que no indica nada además’), porque, al carecer de otras marcas morfológicas, el infinitivo solamente indica el contenido semántico del verbo.
En la gramática tradicional española, siguiendo una tradición que se remonta a Dionisio Tracio, a veces se incluía al infinitivo dentro de los modos, pero esta nomenclatura dejó de utilizarse cuando se perfilaron bien los conceptos de modo y modalidad.

## Rasgos generales
En las lenguas flexivas, las formas no finitas del verbo (también llamadas verboides) son las que no están determinadas por algunas de las categorías morfológicas características de los verbos que pueden formar una oración principal, como son principalmente las de persona, número, modo, tiempo y aspecto. El infinitivo es la forma finita que presenta más rasgos comparables a los de un sustantivo, mientras que otras formas finitas se asemejan más a un adjetivo (los participios) o a un adverbio. Por lo tanto, la descripción precisa de los rasgos sintácticos y morfológicos de un infinitivo varía de lengua a lengua. En español, por ejemplo, el infinitivo carece de morfemas de persona, tiempo, modo o número. En portugués y en gallego, por el contrario, se puede conjugar con persona y número. 
Como sustantivo verbal que es, el infinitivo es una forma apta para expresar la idea de una acción como noción general, sin especificar las circunstancias de su realización particular (cómo, cuándo, qué o quién), lo que explica que lo encontremos en muchas tradiciones lexicográficas (por ejemplo en español, francés o italiano) como entrada (lema) en el diccionario agrupando todas sus formas conjugadas (otras lenguas usan otras formas: por ejemplo en griego antiguo se suele usar la primera persona singular del presente de indicativo). Por esta razón también se suele encontrar en las frases donde se dice algo general sobre dicha acción.
Sintácticamente el infinitivo presenta rasgos característicos del verbo (admite complementos como un verbo en forma personal) y de un sustantivo (puede aparecer en las posiciones características de un sustantivo, principalmente como sujeto, objeto directo y atributo. En lenguas con artículo suele admitir la determinación con él. Normalmente un infinitivo no puede ser el núcleo de una oración principal.
- Como sujeto: Nacer pobre no debería determinar el tipo de educación que recibimos.
- Como objeto directo: Quiero terminar de pintar la pared esta misma tarde.
- Como sujeto y atributo: Crecer es hacerse responsable.

El infinitivo se usa frecuentemente en locuciones verbales.

## Infinitivo en español
El infinitivo español puede considerarse un ejemplo característico del infinitivo, al reunir la mayoría de sus características prototípicas. En español el infinitivo es una forma verbal no finita que carece de concordancia gramatical: marcas morfológicas de  género, número, caso, persona, modo, tiempo y aspecto. Por lo tanto, las variaciones en la interpretación temporal, modal, etc del infinitivo no se manifiestan en cambios morfológicos. 
- Con valor de pasado: Ayer no pude 'ir' al cine.
- Con valor de presente continuo: No para de 'llover'.
- Con valor de futuro: Mañana me tomo la tarde libre para 'ir' al teatro.

El infinitivo puede aparecer en todas las posiciones características del sustantivo e ir determinado por un artículo. Puede ser el núcleo de un sintagma preposicional, como un sustantivo. No puede aparecer en oraciones principales (excepto cuando es usado como un imperativo). A diferencia de las formas personales, no concierta con su sujeto aunque como forma verbal que es sí puede llevar sujeto propio. Cuando el infinitivo comparte el sujeto con el verbo principal, no suele llevar sujeto explícito (aunque aquí hay variaciones entre las diversas formas del español de España y del español de América).
- Uso sin artículo: Es obligatorio 'traer' el uniforme.
- Uso con artículo: El 'traer' el uniforme no basta para aprobar en esta escuela.
- Uso en un sintagma preposicional: Para 'aprobar' hay que estudiar.

Las tres terminaciones del infinitivo en español definen las tres conjugaciones de los verbos en esta lengua:
1. conjugación, terminación en '-ar'
2. conjugación, terminación en '-er'
3. conjugación, terminación en '-ir'

Se suele considerar la existencia de dos formas distintas de infinitivo, el simple y el compuesto (perifrástico):
1. infinitivo simple (vg.: 'amar, temer, partir')
2. infinitivo compuesto (vg.: 'haber amado, haber temido, haber partido')

## Infinitivo en griego antiguo
En griego antiguo el infinitivo expresa tiempo y voz (hay infinitivos de presente activa y media, de aoristo activa, media y pasiva, etc.) pero no expresan modo, persona o número. Equivalen siempre a un neutro singular. Pueden recibir el artículo y ocupan en la oración todas las posiciones características de un sustantivo.
El griego moderno ha perdido el infinitivo, y sus funciones se expresan fundamentalmente con la combinación de formas personales y determinadas partículas.

## Infinitivo en seri
En la lengua seri del noroeste de México hay varias formas de infinitivo que se emplean en dos tipos de construcciones (con un verbo que significa 'querer' y con otro verbo que significa 'ser capaz'). El infinitivo se forma añadiendo un prefijo a la raíz: (a) iha- [iʔa-] (que puede producir un cambio vocálico en algunas raíces con vocal inicial) si la oración subordinada es transitiva, o (b) ica- [ika-] (sin cambio vocálico) si la oración subordinada es intransitiva. El infinitivo concierta en número con el sujeto de la principal.
Infinitivo intransitivo
- icatax ihmiimzo 'Quiero ir' (icatax es el infinitivo singular del verbo que significa "ir", que tiene una raíz en singular -atax
- icalx hamiimcajc 'Queremos ir' (icalx es el infinitivo plural)

Infinitivo transitivo
- ihaho 'ver (-le, -les)' (raíz -aho)
- ihacta 'mirar a (él, ellos, etc.)' (raíz -oocta).